# Druim Shionnach
Druim Shionnach är ett berg i Storbritannien.   Det ligger i kommunen Highland och riksdelen Skottland, i den nordvästra delen av landet, 700 km nordväst om huvudstaden London. Toppen på Druim Shionnach är 987 meter över havet, eller 118 meter över den omgivande terrängen. Bredden vid basen är 1,1 km.
Terrängen runt Druim Shionnach är huvudsakligen kuperad. Trakten runt Druim Shionnach är nära nog obefolkad, med mindre än två invånare per kvadratkilometer. Det finns inga samhällen i närheten. Trakten runt Druim Shionnach består i huvudsak av gräsmarker.